# Катажина Зіллманн
Катажина Зіллманн (пол. Katarzyna Zillmann; нар. 26 липня 1995) — польська веслувальниця, срібна призерка Олімпійських ігор 2020 року, чемпіонка світу та Європи.

## Виступи на Олімпіадах
| Олімпіада  | Дисципліна     | Місце |
| ---------- | -------------- | ----- |
| Токіо 2020 | парні четвірки | 2     |

## Особисте життя
Катажина Зіллман є відкритою лесбійкою. Вона була однією зі 186 відкритих ЛГБТ-спортсменів, які брали участь у літніх Олімпійських іграх 2020 року. У 2019 році вона взяла участь у соціальній кампанії «Спорт проти гомофобії». Вона перебуває у стосунках з каноїсткою Юлією Вальчак. 21 жовтня 2021 року вона отримала звання посла ЛГБТ-людей на церемонії вручення нагород LGBT+ Diamond Awards.